# Eye of the Tiger
"Eye of the Tiger" é uma canção da banda de rock Survivor, lançada em 1982. E foi um dos maiores hits da banda até hoje. Ficando no top 100 das melhores músicas pela VH1.
Eye of the Tiger foi a trilha sonora do filme Rocky III de Sylvester Stallone.

## Lançamento
Escrita por encomenda para o filme Rocky III estrelado por Sylvester Stallone, foi lançada em 1 de Janeiro de 1982. Também está nos filmes: Astérix e os Vikings e Debi & Lóide 2 - Quando Debi Conheceu Lóide.
A música ficou popular como hino esportivo, especialmente no boxe, e por um curto período foi o tema de entrada para o competidor de luta-livre Hulk Hogan. A música também foi satirizada, tal como no trailer e campanha do filme de Will Ferrell, Talladega Nights: The Ballad of Ricky Bobby, lançado em Agosto de 2006.
A canção permaneceu no Billboard Hot 100 por seis semanas, a partir 24 de Julho de 1982. Eye of the Tiger também alcançou a primeira posição no Reino Unido e Austrália, sendo vencedora também de um Prêmio Grammy. Foi a 23ª música mais tocada nas rádios brasileiras em 1982.
Recentemente a música foi regravada como trilha sonora do filme Spectacular!, que é um filme (do gênero musical) da Nickelodeon. O filme é estrelado por Nolan Gerard Funk, Tammin Sursok, Victoria Justice e Simon Curtis.